# Långtjärnen (Hotagens socken, Jämtland, 709900-140611)
Långtjärnen är en sjö i Krokoms kommun i Jämtland och ingår i Indalsälvens huvudavrinningsområde.